# Марье-Дмитровка
Марье-Дмитровка (укр. Мар'є-Дмитрівка) — село, Марье-Дмитровский сельский совет, Софиевский район, Днепропетровская область, Украина.
Код КОАТУУ — 1225284101. Население по переписи 2001 года составляло 366 человек.
Является административным центром Марье-Дмитровского сельского совета, в который, кроме того, входят сёла Долговка, Ковалёво, Кринички, Спокойствие, Червоное Поле и Червоный Яр.

## Географическое положение
Село Марье-Дмитровка находится на правом берегу безымянной пересыхающей речушки, которая через 7 км впадает в реку Саксагань, ниже по течению на расстоянии в 3 км расположено село Кринички, на противоположном берегу — село Зелёный Гай. На реке сделано несколько запруд. Через село проходит автомобильная дорога Т-0419.

## Объекты социальной сферы
- Школа.
- Детский сад.
- Фельдшерско-акушерский пункт.
- Клуб.

## Достопримечательности
- Братская могила советских воинов.